# 尼堪 (清朝宗室)
尼堪（转写：Nikan；1610年7月1日—1652年12月23日），爱新觉罗氏，敬谨庄亲王，清太祖努爾哈赤孫，褚英第三子。

## 生平
顺治三年（1646年）随豪格入陕，进攻汉中、四川，镇压张献忠部。
顺治九年（1652年），孫可望等进攻湖南，朝廷冊封尼堪為定遠大將軍征討。李定國攻陷桂林後，又下詔尼堪率軍入廣西。當年十一月，清軍抵達衡州，明將馬進忠等遁走。贝勒屯齐令别将兵诇敌宝庆，遇敌，击败之，进攻全州，破寨五，斩所置文武吏九及其徒四千馀，攻陷兴安、灌阳，斩李定国手下倪兆龙。尼堪持續追击二十余里，中埋伏，師欲退，曰：「我軍擊賊無退者。我為宗室，退，何面目歸乎？」奮勇直入，敵圍之數重，軍失道，尼堪督諸將縱橫衝擊，陷淖中，矢盡，拔刀戰，力竭，戰死於陣。顺治皇帝聞訊悲慟：“我朝用兵，从无此失”。入祀功臣庙，其牌位在前殿正龕首位（据《欽定八旗通志：八旗祀典二》卷82）。其第二子尼思哈襲爵。
敬谨亲王府位于今北京西单路口南侧的东铁匠营胡同东段（今教育街）内，东起宣武门内大街，西临参政胡同，北至手帕胡同。在《乾隆京城全图》上，此处标注为（敬谨亲王曾孙）辅国公伊尔登宅。光绪三十一年（1905），府邸选用为学部衙署。民国时期用作北洋政府教育部。

## 家庭
- 祖父：清太祖（1559年—1626年）。

祖母：清太祖元妃（1560年—1592年）。
- 父：廣略貝勒褚英（1580年—1615年），清太祖長子。

母：納喇氏，褚英繼夫人，淸佳努之女。

### 妻室
- 嫡福晋：鈕祜祿氏，镶黄旗满洲、公额亦都之女，領侍衛內大臣遏必隆妹。
- 继福晋：博尔济吉特氏，乌珠穆沁部塞冷额尔德尼之女，懿靖大貴妃姨甥女。崇德三年（1638年）元月，由皇太極赐婚[5]:272。
- 三繼福晋：瓜爾佳氏，子爵羅薩順科羅巴圖魯之女。
- 側福晋：鳥珠穆秦岱巴圖爾之女。
- 庶福晉：蒙固爾岱之女。

### 子嗣
- 長子：鎮國公蘭布。娶納喇氏副都統巴津泰之女，繼娶瓜爾佳氏（父镶黄旗满洲、叅領跨占，祖父一等公鳌拜）。
- 次子：敬謹親王尼思哈，早卒。
- 孫：賴士，授奉恩輔國公品級。娶瓜爾佳氏，都統伯爵碩穆保之女。